# John Hattie
John Allan Clinton Hattie, född 1950 i Timaru, Nya Zeeland, är professor i pedagogik (Professor of Education) och chef för Melbourne Education Research Institute på University of Melbourne i Australien sedan mars 2011. 
Hattie är huvudsakligen verksam inom fältet pedagogisk psykologi. Hans forskning rör bland annat kvalitetsmätning och utvärdering inom utbildning, samt kreativitetsmätning och modeller för undervisning och lärande, och han är en känd förespråkare för evidensbaserad kvantitativ forskningsmetodik för mätning av påverkan på elevprestationer. 

## Biografi
Hattie doktorerade vid University of Toronto år 1981. Han var tidigare professor vid University of Auckland på Nya Zeeland. År 2011 mottog han graden av Officer of the New Zealand Order of Merit för sina tjänster för utbildningen. Hattie var tidigare även rådgivare till Nya Zeelands utbildningsminister, som medlem av en expertgrupp.
Hattie är gift med Janet Clinton, som också är lärare vid University of Melbourne.

## Synligt lärande
Synligt lärande introducerades genom Hatties metastudie Visible Learning. Denna sammanställer 800 metastudier och utgör därmed det sammanställda resultatet av 15 års forskning som täcker mer än 80 miljoner elever och kombinerar omkring 50 000 mindre studier. Den är därmed en av de största undersökningarna i världen omkring vilka åtgärder som höjer elevprestationer i skolan.
Hattie jämförde effektstorleken hos många åtgärder som påverkar undervisningsutfallet i skolor och påpekar att de flesta åtgärder inom skolan har en effekt, men att frågan är vilka strategier och pedagogiska innovationer som fungerar bäst, samt hur resurser och ansträngningar ska förläggas för att öka elevresultat. Times Educational Supplement beskriver Hatties Visible Learning som "undervisningens heliga Graal".
Enligt Hatties slutsatser sker synligt lärande när lärare ser lärande ur ett elevperspektiv och hjälper eleverna bli sina egna lärare. De tio mest effektiva influenserna med avseende på elevprestationer är enligt Hattie: självskattning av betyg/elevförväntningar (d= 1,44), formativ bedömning (d=0,9), lärarens tydlighet (d=0,75), ömsesidig undervisning (d=0,74), återkoppling (d=0,73), byggande av lärare-elev-relationen (d=0,72), metakognitiva strategier (d=0,69), självverbalisering och självutfrågning (d=0,64), professionell yrkesutveckling hos lärare (d=0,62), och undervisning i problemlösning (d= 0,61).

### Kritik av synligt lärande
Hattie tolkas enligt organisationsforskaren Mats Alvesson alltför enkelriktat av ledare inom skolväsendet, och Alvesson menar att i stället för att skapa förutsättningar och likvärdiga möjligheter för lärare att jobba med det de ska, skapas en miljö där allt mindre tid ägnas direkt åt eleverna och allt mer tid ägnas åt att anpassa sig till den absolut senaste vetenskapen. Andra kritiker menar att utvecklingen mot ett allt sämre resultat i skolorna med stress och utmattning bland lärare och elever, inte kan uteslutas i kontexten av den allt mer byråkratiska och administrationstyngda verksamheten.